# (52271) Lecorbusier
(52271) Lecorbusier (1988 RP3) – planetoida z pasa głównego asteroid okrążająca Słońce w ciągu 4,16 lat w średniej odległości 2,59 j.a. Odkryta 8 września 1988 roku.